# Глазунов, Антон Олегович
Анто́н Оле́гович Глазуно́в (род. 25 июля 1986, Куйбышев, СССР) — российский профессиональный баскетболист, играющий на позиции разыгрывающего защитника.

## Клубная карьера
Глазунов начинал свою баскетбольную карьеру в Самаре. Первый тренер — Сергей Швецов. С клубом «ЦСК ВВС-Самара» в 2007 году Антон стал обладателем Кубка ФИБА.
В сезоне 2007/2008 Антон перешёл в екатеринбургский «Урал», где стал лучшим по результативным передачам и перехватам в Суперлиге Б.
В сезоне 2008/2009 Глазунов был лидером магнитогорского «Металлурга-Университета». В 46 матчах Антон набирал в среднем по 14,3 очка, 6,5 передачи (лучший показатель в лиге) и 3 подбора.
Сезон 2009/2010 Антон выступал за московское «Динамо», а после вернулся в Екатеринбург и вместе с командой стал чемпионом Суперлиги в сезоне 2011/12. Антон стал лучшим разыгрывающим Суперлиги по итогам чемпионата 2011/2012. Индивидуальные показатели в регулярном чемпионате по 5,3 результативных передач в среднем за игру, в играх плей-офф — 5,1. На его счету также рекорд по количеству результативных передач в одном матчей плей-офф: 9 в полуфинальной игре с череповецкой «Северсталью».
В марте 2015 года Глазунов перешёл в «Темп-СУМЗ-УГМК». В составе ревдинской команды, Антон стал серебряным призёром Суперлиги-1 дивизион, а также был признан «Лучшим разыгрывающим» турнира. В Кубке России Антон завоевал бронзовые медали. По окончании сезона 2015/2016 продлил контракт с «Темп-СУМЗ-УГМК» на 1 год.
В июле 2017 года Глазунов вернулся в «Урал». По итогам сезона 2017/2018 был признан «Лучшим разыгрывающим» Суперлиги-1 дивизион. В 45 матчах он делал в среднем по 7,3 передачи за игру — это лучший показатель чемпионата и личный рекорд Глазунова за все время его выступлений в Суперлиге.
В августе 2018 года стал игроком «Самары». В сезоне 2018/2019 Глазунов стал чемпионом Суперлиги-1 и был признан «Самым ценным игроком» турнира.
В феврале 2020 года Глазунов вышел на 1 место в рейтинге лучших ассистентов в истории «Самары» обойдя Александра Варнакова.
В сезоне 2019/2020 Глазунов стал обладателем Кубка России и вошёл в символическую пятёрку турнира. По итогам досрочно завершенного сезона в Суперлиге-1 Глазунов был включён в символическую пятёрку как «Лучший разыгрывающий».
7 ноября 2020 года, в игре против «Руны» (85:82), Глазунов совершил 13 результативных передач, повторив клубный рекорд.
16 марта 2021 года, Глазунов провёл сотый матч за «Самару».
В сезоне 2020/2021 Глазунов стал 4-кратным чемпионом Суперлиги-1 и во второй раз признан «Самым ценным игроком» турнира. В Кубке России Антон стал бронзовым призёром и во второй раз был включён в символическую пятёрку турнира.
В мае 2021 года Глазунов перешёл в «Уралмаш».
В сезоне 2022/2023 Глазунов в шестой раз стал чемпионом Суперлиги и в пятый раз был включён в символическую пятёрку турнира.
В мае 2023 года Глазунов подписал новый контракт с «Уралмашем», был выбран капитаном команды.
18 февраля 2024 года Глазунов принял участие «Матче всех звёзд» Единой лиги ВТБ в составе «Команды Паскуаля». В этой игре Антон провёл на площадке 20 минут 45 секунд и набрал 6 очков, 6 передач и 1 подбор.
В сезоне 2024/2025 Глазунов во второй раз стал обладателем Кубка России.
В июне 2025 года Глазунов вернулся в магнитогорский «Металлург».

## Достижения
- Обладатель Кубка вызова ФИБА: 2006/2007
- Чемпион Суперлиги (6): 2011/2012, 2012/2013, 2018/2019, 2020/2021, 2021/2022, 2022/2023
- Серебряный призёр Суперлиги: 2015/2016
- Обладатель Кубка России (2): 2019/2020, 2024/2025
- Бронзовый призёр Кубка России (3): 2015/2016, 2020/2021, 2023/2024

## Статистика
| Сезон                                                                                   | Команда        | Лига                           | GP | GS | MPG  | FG%  | 3P%  | FT%   | RPG | APG | SPG | BPG | PPG  |  |
| 2009/10                                                                                 | Динамо Москва  | Еврокубок                      | 3  | 0  | 10,9 | 33,3 | 0,0  | 0,0   | 0,7 | 0,3 | 0,3 | 0,0 | 0,7  |  |
| 2012/13                                                                                 | Урал           | Квалификация Кубка вызова ФИБА | 2  | 2  | 36,5 | 48,0 | 46,7 | 100,0 | 0,5 | 3,5 | 1,5 | 0,0 | 17,5 |  |
| 2013/14                                                                                 | Урал           | Кубок вызова ФИБА              | 13 | 13 | 30,4 | 38,0 | 31,6 | 77,8  | 2,7 | 7,1 | 1,2 | 0,0 | 10,6 |  |
| 2014/15                                                                                 | Все клубы      | Все лиги                       | 35 | 3  | 14,7 | 41,1 | 43,3 | 74,2  | 1,2 | 1,9 | 0,7 | 0,0 | 4,0  |  |
| 2014/15                                                                                 | Автодор        | Единая лига ВТБ                | 18 | 0  | 9,5  | 41,9 | 42,9 | 88,9  | 0,9 | 0,9 | 0,4 | 0,0 | 2,4  |  |
| 2014/15                                                                                 | Автодор        | Кубок вызова ФИБА              | 9  | 1  | 12,8 | 40,0 | 46,2 | 66,7  | 1,0 | 1,7 | 0,6 | 0,0 | 2,9  |  |
| 2014/15                                                                                 | Красные крылья | Единая лига ВТБ                | 8  | 2  | 28,5 | 41,1 | 42,4 | 68,8  | 2,0 | 4,5 | 1,5 | 0,1 | 8,9  |  |
|                                                                                         |                | Всего                          | 53 | 18 | 19,2 | 40,2 | 38,3 | 77,5  | 1,5 | 3,2 | 0,8 | 0,0 | 5,9  |  |
| Наведите курсор мыши на аббревиатуры в заголовке таблицы, чтобы прочесть их расшифровку |                |                                |    |    |      |      |      |       |     |     |     |     |      |  |

В составе Уралмаша
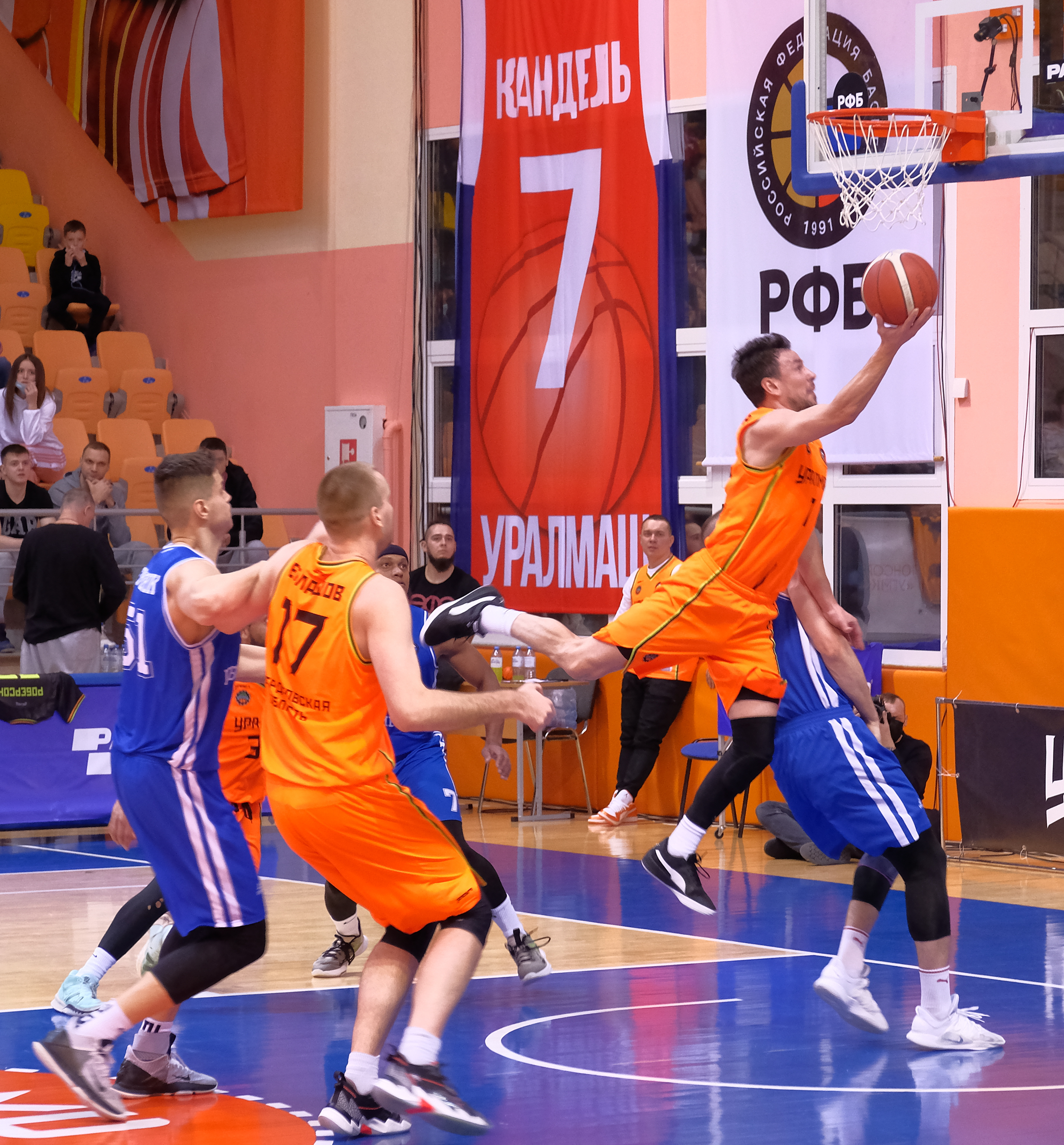
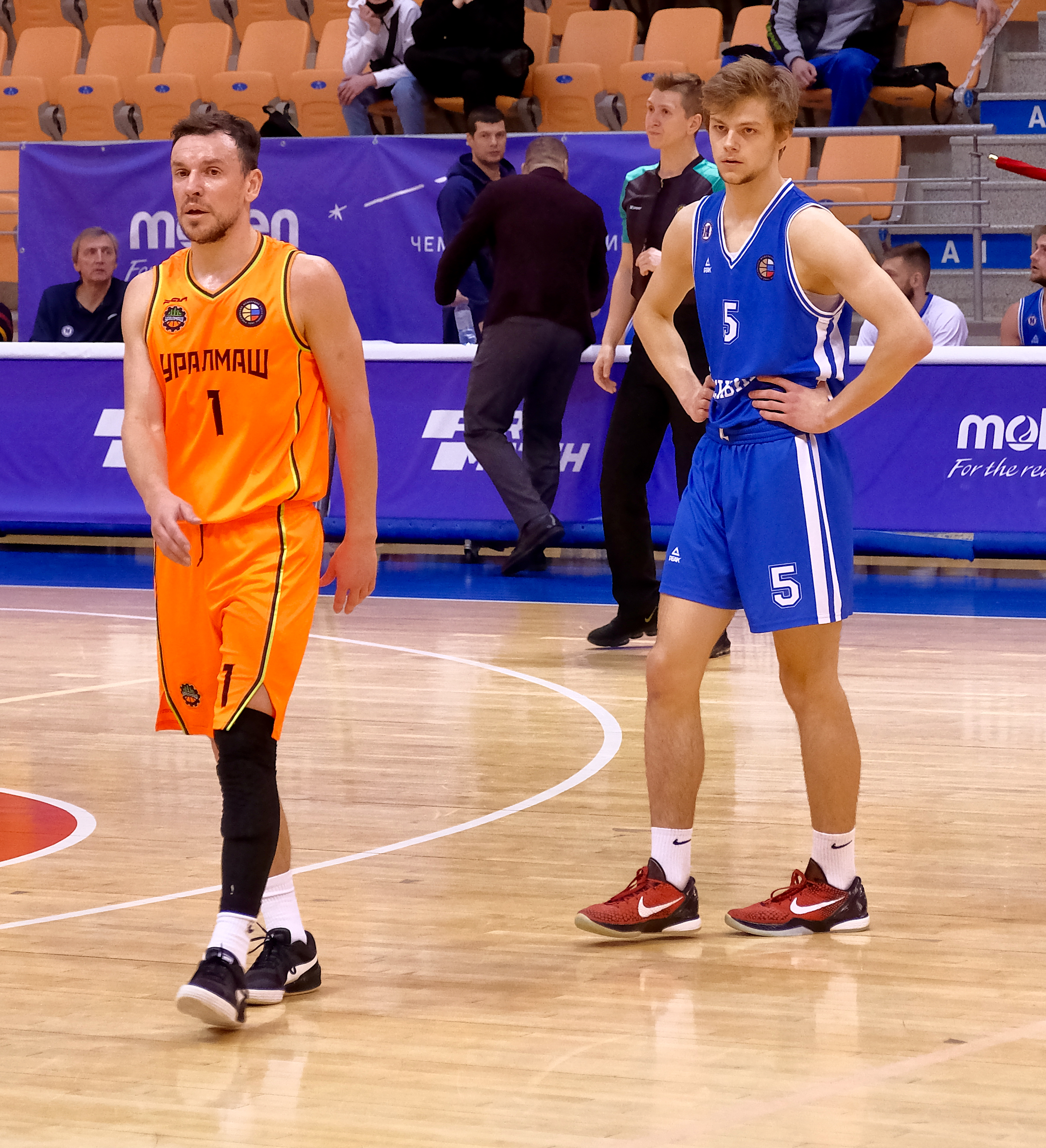
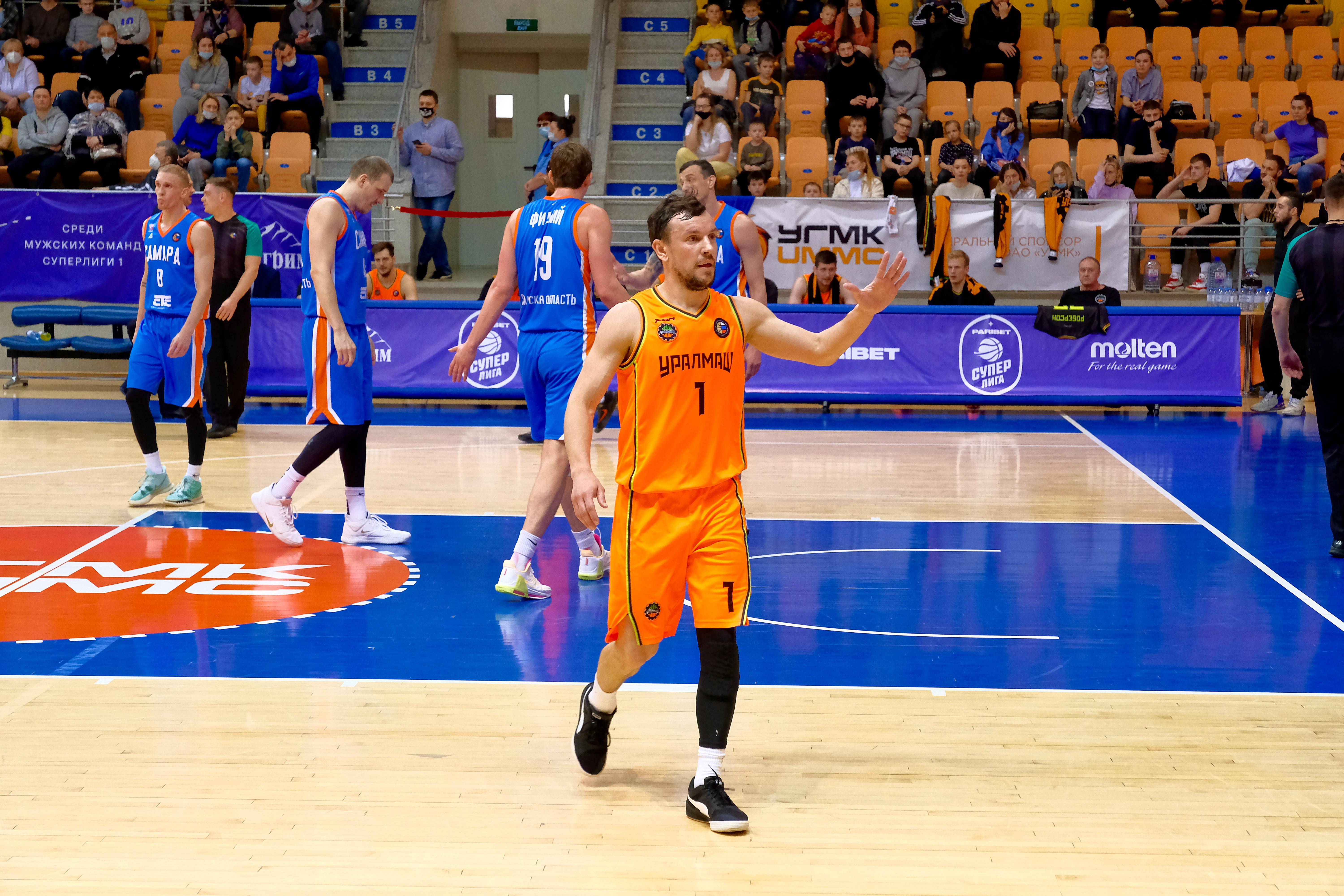
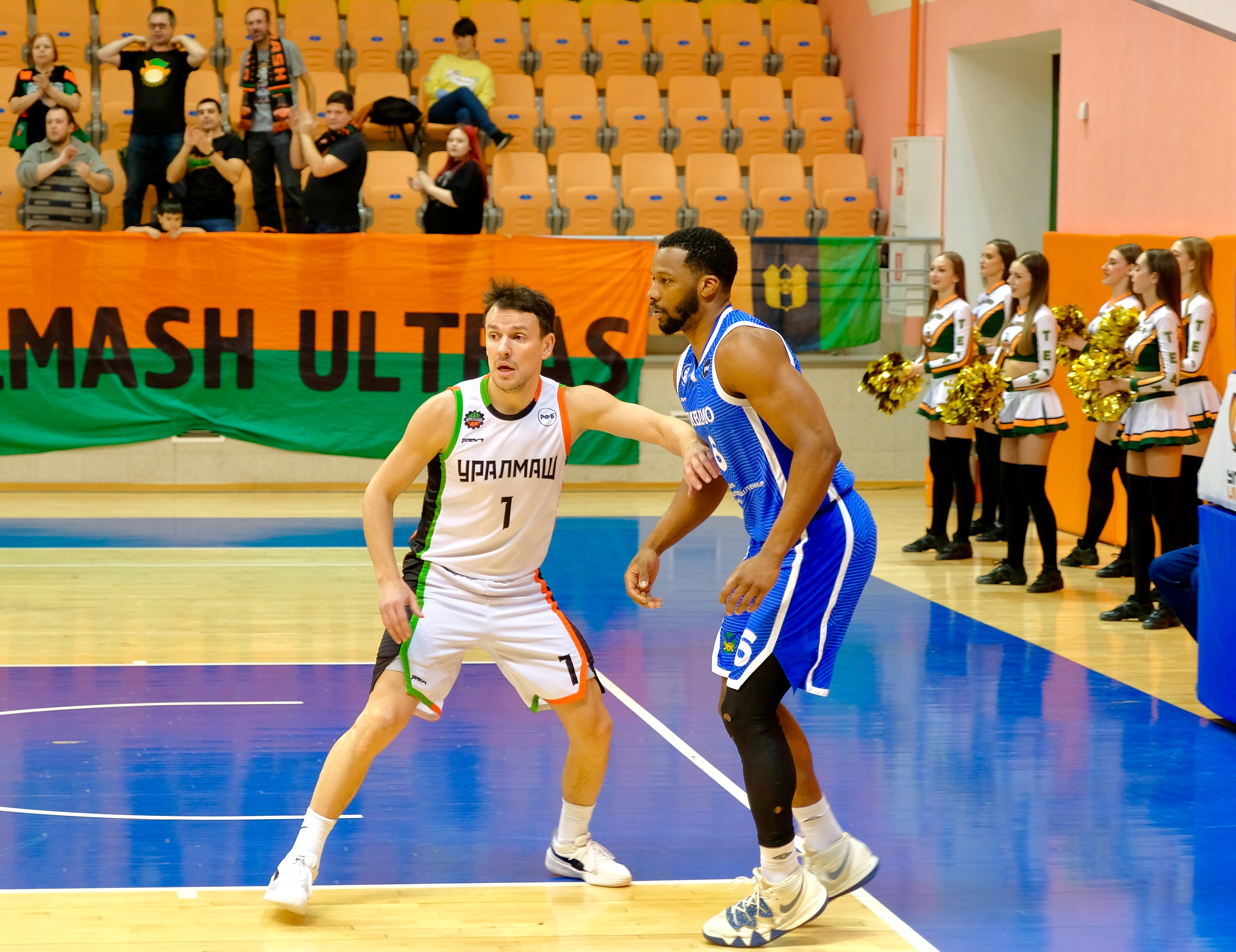
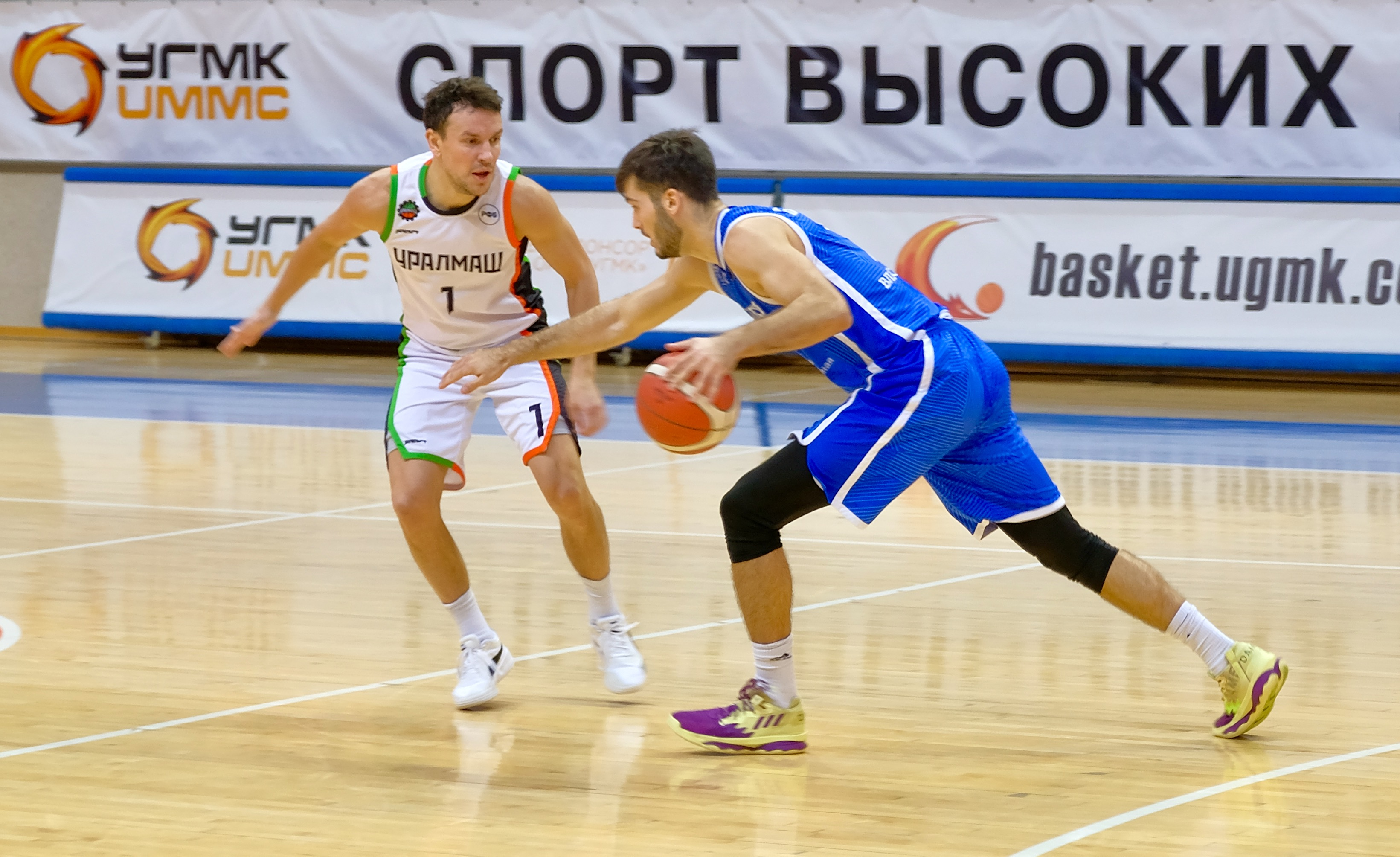